# 집중! 여섯명의 여자

## 개요
집중! 여섯명의 여자는 1993년 11월 4일 에서 1994년 4월 7일 까지 방영했던 프로그램이다.

## 코너
- 여자 하나, 여자 둘, 여자 셋, 여자 넷, 여자 다섯, 여자 여섯
- 어머니의 얼굴
- 한 여자, 다섯 남자
- 여자의 이름으로
- 당신의 맺음말
- 아주 오래된 연인
- 그녀에게 라이벌은 없다
- 내가 하고 싶은 이야기

## 결방
- 1993년 12월 9일: SBS 공개홀 개관기념 특집 - 생방송 버라이어티 쇼 방영
- 1994년 2월 10일: 설날특선영화 최종분석 방영